# Station Hadsten
Station Hadsten is een station in Hadsten in de  Deense gemeente Favrskov. Het station ligt aan de lijn Århus - Aalborg. Het wordt tevens bediend door de treinen tussen Århus en Struer.  